# Marc Pujol
Marc Pujol Pons (Andorra la Vieja, Andorra, 21 de agosto de 1982) es un futbolista internacional andorrano. Juega en la posición de centrocampista y milita en el Atlètic Club d'Escaldes de la Primera División de Andorra.

## Selección nacional
Ha sido internacional con la selección de fútbol de Andorra en 122 ocasiones consiguiendo cinco goles.

### Goles como internacional
| # | Fecha                    | Lugar                                                         | Rival       | Gol | Resultado | Competición                          |
| - | ------------------------ | ------------------------------------------------------------- | ----------- | --- | --------- | ------------------------------------ |
| 1 | 8 de septiembre de 2004  | Estadio Comunal d'Andorra la Vella, Andorra la Vieja, Andorra | Rumania     | 1-3 | 1-5       | Clasificación Mundial Alemania 2006  |
| 2 | 10 de septiembre de 2008 | Estadio Comunal d'Andorra la Vella, Andorra la Vieja, Andorra | Bielorrusia | 1-1 | 1-3       | Clasificación Mundial Sudáfrica 2010 |
| 3 | 31 de marzo de 2021      | Estadio Nacional de Andorra, Andorra la Vieja, Andorra        | Hungría     | 1-4 | 1-4       | Clasificación Mundial Catar 2022     |
| 4 | 12 de octubre de 2021    | Estadio Olímpico de San Marino, Serravalle, San Marino        | San Marino  | 0-1 | 0-3       | Clasificación Mundial Catar 2022     |
| 5 | 13 de octubre de 2024    | Estadio Nacional de Andorra, Andorra la Vieja, Andorra        | San Marino  | 2-0 | 2-0       | Amistoso                             |

## Clubes
| Club                    | País    | Año       |
| ----------------------- | ------- | --------- |
| F. C. Andorra           | Andorra | 2000-2002 |
| U. E. Sant Andreu       | España  | 2002-2004 |
| U. E. Figueres          | España  | 2004-2005 |
| F. C. Santboià          | España  | 2005-2007 |
| C. E. Manresa           | España  | 2007-2008 |
| C. F. Balaguer          | España  | 2008-2010 |
| F. C. Andorra           | Andorra | 2010-2014 |
| F. C. Santa Coloma      | Andorra | 2014-2016 |
| F. C. Andorra           | Andorra | 2016-2019 |
| Inter Club d'Escaldes   | Andorra | 2019-2021 |
| F. C. Santa Coloma      | Andorra | 2021-2022 |
| U. E. Engordany         | Andorra | 2022-2023 |
| F. C. Ordino            | Andorra | 2023      |
| Atlètic Club d'Escaldes | Andorra | 2024-     |

## Palmarés

### Títulos nacionales
| Título                      | Club                  | País    | Año     |
| --------------------------- | --------------------- | ------- | ------- |
| Primera División de Andorra | Inter Club d'Escaldes | Andorra | 2019-20 |
| Supercopa de Andorra        | Inter Club d'Escaldes | Andorra | 2020    |